# 가미스게역
가미스게역(일본어: 上菅駅)은 일본 돗토리현 히노군 히노 정에 위치한 서일본 여객철도 하쿠비 선의 철도역이다. 섬식 승강장 1면 2선의 구조를 갖춘 지상역이다.

## 타는 곳
| 1 (반대 측) | ■ 하쿠비 선 | 상행 | 니미 · 오카야마 방면 |
| 2 (역사 측) | ■ 하쿠비 선 | 하행 | 요나고 방면          |

## 역 주변
- 국도 제180호선
- 국도 제183호선

## 역사
- 1925년 4월 1일 : 하쿠비 키타선의 쇼야마 역 - 구로사카 역 사이에 신설 개업.
- 1928년 10월 25일 : 하쿠비 키타선이 하쿠비 선이 일부로 되어, 이 역도 그 소속으로 된다.
- 1987년 4월 1일 : 일본국유철도 분할 민영화에 의해, 서일본 여객철도가 승계.

## 인접 역
| 서일본 여객철도 하쿠비 선 | 서일본 여객철도 하쿠비 선 | 서일본 여객철도 하쿠비 선 |
| ------------------------- | ------------------------- | ------------------------- |
| 쇼야마 오카야마 방면      | ■ 하쿠비 선               | 구로사카 호키다이센 방면  |